# Raionul Mîhailivka, Zaporijjea
Mîhailivka (în ucraineană Михайлівський район, transliterat: Mîhailivskîi raion) este un raion în regiunea Zaporijjea, Ucraina. Reședința sa este așezarea de tip urban Mîhailivka.

## Demografie
Componența lingvistică a raionului Mîhailivka
     Ucraineană (67,08%)
     Rusă (31,82%)
     Alte limbi (1,1%)
Conform recensământului din 2001, majoritatea populației raionului Mîhailivka era vorbitoare de ucraineană (67,08%), existând în minoritate și vorbitori de rusă (31,82%).